# 周卓然
周卓然（？—），京劇演員，工生行，中國國家1級演員，在上海京劇院工作。
他是現代京劇《海港 (戲劇)》（被列進8個樣板戲裡）的主要演員，飾生在新社會；長在紅旗下的有文化的青年工人韓小強，代表唱段有下班好似馬脫韁等。